# UV上光
UV上光(UV Coating)是屬於印刷或烤漆製程的後加工部分，指的是利用UV固化專用的特殊塗料，通過在印刷紙品或物體表面塗布或印刷一層無色透明的光固化塗料，經過流平、光固化後，在印刷品或物體表面形成一層薄而均勻的透明光亮層，再經UV照射來達到乾燥固化的方法。具有塗料快速固化和低溫固化的特點，廣泛的應用在印刷紙品光澤加工與表面美化加工方面。

## UV上光歷史
早期上光的方式是在印刷品表面塗佈樹脂、蠟油或裱合膠膜，讓印刷品表面形成一膜面的加工，中世紀西洋畫家在作品的顏料完全固化乾燥後塗以透明光漆，乾燥後即為生油彩畫之光澤，而後此方法就成為印刷品上光之導源。由於美工設計者的創作需求及上光加工技術不斷地改良進步，發展出更多上光方式及膜面，使得上光能大幅提高印刷品的價值。

## UV上光的優勢與重要性
UV上光迅速興起，並在許多產品上取代覆膜上光和溶劑型上光的趨勢，主要是UV 上光本身具有幾項的優勢：
經UV 上光加工處理後的印刷紙品，色彩明顯較其他加工方法鮮豔亮麗，且固化後的塗層除了具有耐磨更具有穩定性高，能夠防水耐潮。並可以回收利用；減少環境污染等問題，凸顯出其在印刷紙品上光加工的重要性。

## UV 上光市場分佈
印刷工業的主要加工印件和UV 上光油的最大用戶之一就是包裝行業。包裝行業對UV 上光油的需求仍然顯示出非常大的增長潛力，特別是高品質（光澤、耐化學品、耐磨性、附著力等）、高生產率（例如：線上加工）跟環境保護要求時，這種潛力表現尤為突出。更廣泛的應用在各個方面：如目錄、包裝、雜誌、書籍封面、廣告、標籤、各式卡片、商務訂單等印刷應用，目前這些領域都是借助於UV 上光技術，同時採用平印、柔印、網印、噴墨、凹印等現有印刷技術。

## 資料來源
UV上光工藝注意事項探討
 http://www.cgan.net/tech/postprint/65233.html/（页面存档备份，存于）
上光的最新乾燥技術
 http://www.cgan.net/science/print/posprint/commit.html/Archive.today的存檔，存档日期2015-04-23
淺談上光工藝
 http://www.chinabaike.com/t/31345/2014/1026/2938779.html/%5B%5D